# Marcus Stroud
(en) Statistiques sur pro-football-reference
Marcus LaVar Stroud (né le 25 juin 1978) est un joueur professionnel de football américain évoluant au poste de  defensive tackle qui a joué dans la Ligue nationale de football (NFL) pendant dix saisons. Il joue au football universitaire à l'Université de Géorgie. Il est sélectionné par les Jaguars de Jacksonville, 13ème choix total lors de la draft 2001 de la NFL. Il a également été joué pour les Bills de Buffalo et les Patriots de la Nouvelle-Angleterre.

## Jeunes années
Stroud remporte un titre de l'état de Géorgie avec la Brooks County High School en 1994. Il apparaît sur la couverture de Sports Illustrated en 1996, alors qu'il est encore au lycée. Le magazine fait un reportage sur le National Signing Day. Stroud, à ce moment un défenseur d'1,98 m et de 120 kg, à l'origine, a un accord verbal avec l'université de Floride, mais change d'avis après que l'entraîneur-chef des Bulldogs de Géorgie, Ray Goff est licencié en novembre 1995. Après un quasi harcèlement du nouvel entraîneur Jim Donnan, Stroud s'engagé avec les Bulldogs lors du Signing Day.

## Carrière universitaire
Stroud fréquente donc l'Université de Géorgie, où il joue pour les Bulldogs. Il  joue pour la Géorgie au cours d'une importante réorganisation, durant laquelle l'entraîneur Jim Donnan change le programme et les Bulldogs passent de médiocre à une moyenne de 8 victoires par an, y compris les quatre victoires consécutives dans des bowls games (Outback Bowl 97 et 99, Peach Bowl 98 et Oahu Bowl 2000).

## Carrière professionnelle

### Jaguars de Jacksonville
Stroud est la treizième sélection de la draft 2001 de la NFL, par les Jaguars de Jacksonville. Cette draft est considérée par de nombreux experts comme la meilleure en termes de defensive tackles, et Stroud est parmi les mieux cotées du groupe cette année. La classe 2001 inclut les futurs probowlers Richard Seymour, Casey Hampton et Kris Jenkins.
Lui et John Henderson contribuent à donner aux Jaguars l'un des duos de defensive tackles les plus dominant de la NFL. En duo, ils sont surnommés les Hurricane Henderstroud.
Au cours de son séjour à Jacksonville, Stroud réalise 22 sacks et 256 tackles, tout en apparaissant dans de 100 matchs. Stroud dispute également tous les matchs des Jaguars pendant les cinq premières années de sa carrière.
Marcus Stroud est sélectionné pour le Pro Bowl des saisons 2003, 2004 et 2005 de la NFL.
Stroud est suspendu en 2007 pour quatre matchs sans salaire pour violation de la politique de la ligue sur les stéroïdes anabolisants et les substances apparentées.

### Bills de Buffalo
Le 1er mars 2008, Stroud est envoyé aux Bills de Buffalo pour des choix de troisième et cinquième tours de la draft 2008 de la NFL.
Stroud est aussitôt considéré comme l'un des joueurs clés de la saison 2008 des Bills. Buffalo classé 31ème au total des défenses de l'année précédente, monte à la 14ème place en 2008, pour la première saison de Stroud. Les Bills prennent un bon départ cette année-là, 5-1 dans les six premiers jeux. Leurs performances chutent ensuite, néanmoins, ils terminent la saison avec un bilan de 7-9.
Le 7 avril 2009, Stroud signe une extension de contrat de deux ans, pour 16 millions de dollars dont une garantie de 12 millions. En combinaison avec d'autres termes de son contrat, Stroud aurait pu gagner une somme supplémentaire de 28 millions de dollars sur quatre saisons.
Il est libéré le 16 février 2011 par les Bills.

### Patriots de la Nouvelle-Angleterre
Le 1er mars 2011, les Patriots signent Stroud pour un contrat de deux ans. Il est libéré un peu moins de 5 mois plus tard, le 28 juillet.

### Retraite
En juin 2012, Stroud signe un contrat d'une journée avec les Jaguars et annonce son départ à la retraite. Il devient le cinquième joueur à resigner avec Jacksonville avant de prendre sa retraite, rejoignant Tony Boselli, Fred Taylor, Paul Spicer et Donovin Darius.

## La fondation
Au cours de sa carrière NFL, Stroud fonde la Marcus Stroud Charitable Foundation pour aider les jeunes défavorisés qui vivaient en situation de faible revenu, les familles monoparentales, selon son site web, par l'établissement de divers programmes  universitaires et sportifs, qui seraient autrement inaccessibles. En outre, Stroud organise chaque année un camp de football visant à lutter contre l'obésité infantile.
Stroud accueille le Marcus Stroud 99 Pro Football Bowl Camp de Football pour les enfants en mai 2009 au Brooks County’s Veterans Stadium en Géorgie. Plusieurs joueurs de la NFL, y compris Mike Peterson et Verron Haynes des Falcons d'Atlanta, et George Wilson, Donte Whitner, Kavika Mitchell, Marcus Buggs et Drayton Florence des Bills de Buffalo contribuent au camp,,.

## Vie privée
Stroud sort indemne d'un accident en 2005, quand son SUV fait des tonneaux sur la Florida's Interstate 10 à l'extérieur de Jacksonville.